# Andreas Hinterstoißer

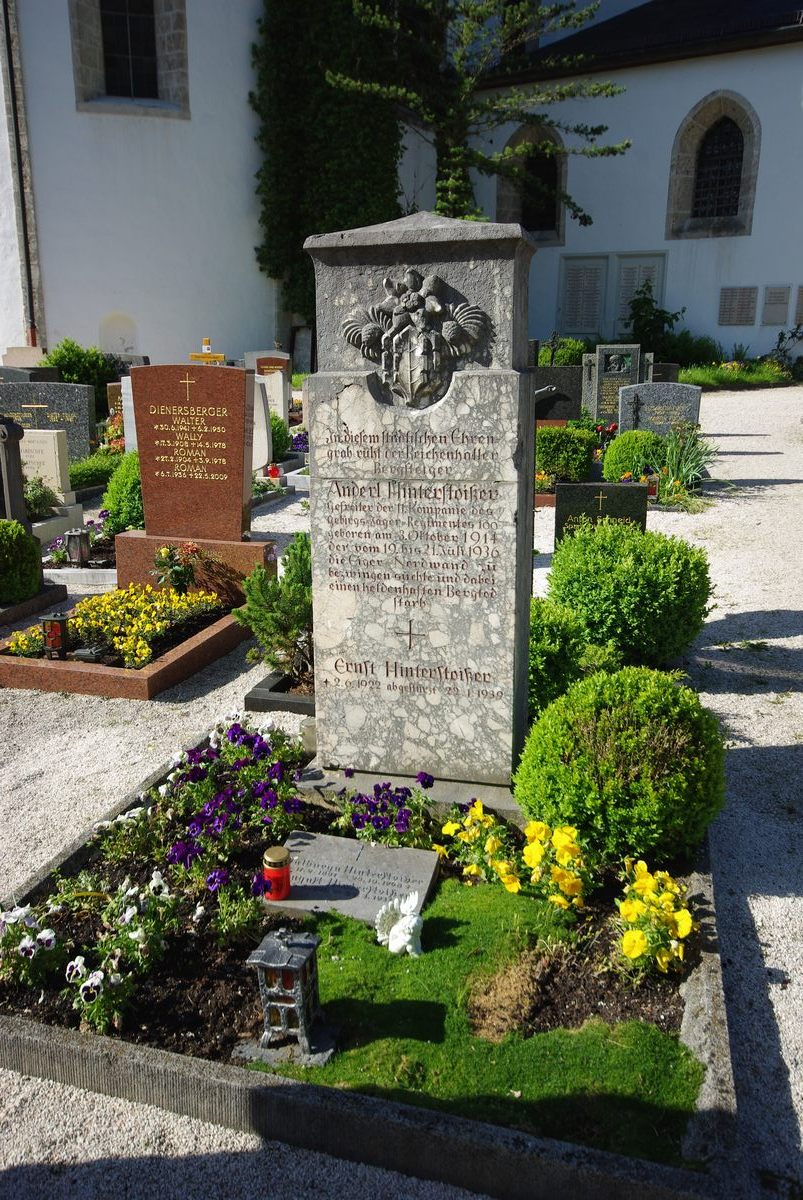
Ehrengrab auf dem Friedhof St. Zeno

Andreas „Anderl“ Hinterstoißer (* 3. Oktober 1914 in Bad Reichenhall; † 21. Juli 1936 in der Eiger-Nordwand; auch Schweizer Schreibweise: Hinterstoisser) war ein deutscher Bergsteiger.

## Leben
Hinterstoißer wurde auf den Namen Andreas getauft. Gebräuchlicher war sein Spitzname Anderl, eine in Bayern übliche Variante des Namens, die in den meisten historischen Quellen, wie auch auf dem Grabstein, verwendet wird.
Hinterstoißer war von Beruf Bankkaufmann, bevor er 1935 in die Wehrmacht eintrat, um Berufssoldat zu werden. Er versah seinen Dienst, so wie sein bester Freund Toni Kurz, bei dem  Gebirgsjägerregiment 100 in Bad Reichenhall. Hinterstoißer ließ sich zum Heeresbergführer ausbilden.

## Erfolgreiche Erstbegehungen
Gemeinsam mit Toni Kurz sorgte Hinterstoißer in den 1930er Jahren mit mehreren Erstbegehungen in den Berchtesgadener Alpen für Aufsehen.
Steinernes Meer
- 1932: Nordostwand der Rotleitenschneid

Am Untersberg:
- 1934: Berchtesgadener Hochthron, Südwestwand
- 1936: Berchtesgadener Hochthron, Südwand des Geraden Pfeilers

An der Reiter Alm:
- 1935: Wartstein-West-Kante (Wartsteinkante)
- 1936: Großes Mühlsturzhorn, Direkte Südkante, mit Toni Kurz

Am Watzmann:
- 1935: 3. Watzmannkind, direkte Südkante

## Tod in der Eiger-Nordwand

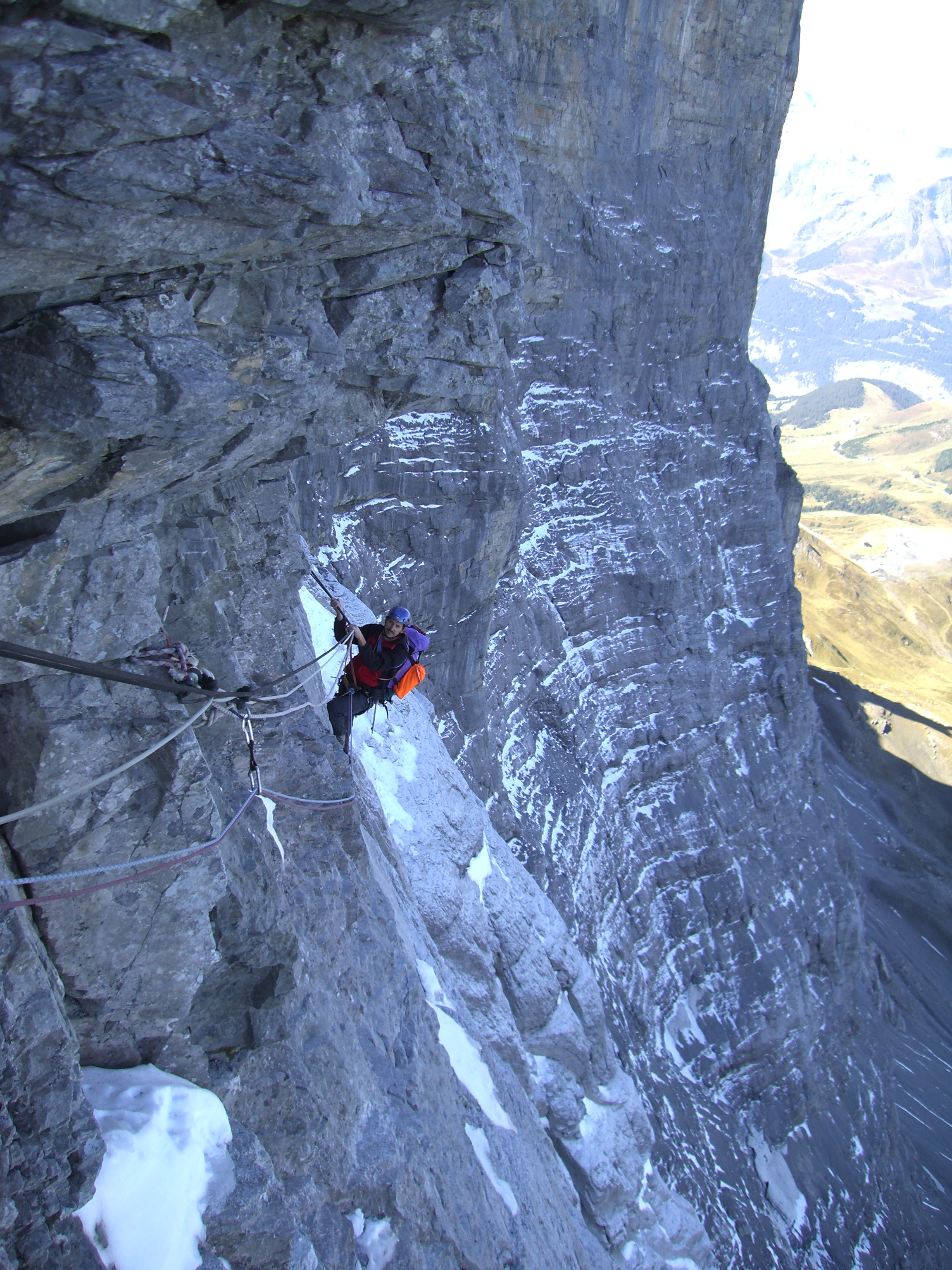
Hinterstoisser-Quergang, 2007

Am 18. Juli 1936 versuchte Hinterstoißer zusammen mit Toni Kurz die Erstbesteigung der Eiger-Nordwand. Beide kamen dabei ums Leben, ebenso die beiden österreichischen Bergsteiger-Kameraden Willy Angerer und Eduard Rainer, die sich in der Wand mit Hinterstoißer und Kurz zusammengetan hatten. Wegen einer Verletzung Angerers hatten sie den Rückzug aus der Wand angetreten, wobei sie in einen Wettersturz gerieten. Beim Abseilen wurden sie vermutlich von einer Lawine erfasst, wobei Hinterstoißer durch Seilriss bis ins Tal abstürzte.

## Film
Verfilmt wurde die Geschichte mit den Schauspielern Florian Lukas (als Andreas Hinterstoißer), Benno Fürmann (als Toni Kurz) und Johanna Wokalek unter der Regie von Philipp Stölzl. Am 23. Oktober 2008 kam der Film mit dem Titel Nordwand in die deutschen Kinos.
2007 veröffentlichte der britische Bergsteiger Joe Simpson den Dokumentarfilm Drama in der Eiger-Nordwand, der Simpsons eigene Geschichte mit dem Tod der vier Bergsteiger in der Nordwand verknüpft.